# Печери «Природний міст»
Печери «Природний міст» (англ. Natural Bridge Caverns) — одна з найвідоміших пам'яток природи американського штату Техас, а також один з найбільших комплексів печер штату. Розташовані поблизу міста Сан-Антоніо, у техаській гірській місцевості поруч із сафарі-парком дикої природи Natural Bridge Wildlife Ranch. Назва походить від природнього карстового утворення у формі 18-метрового моста над входом у печери.

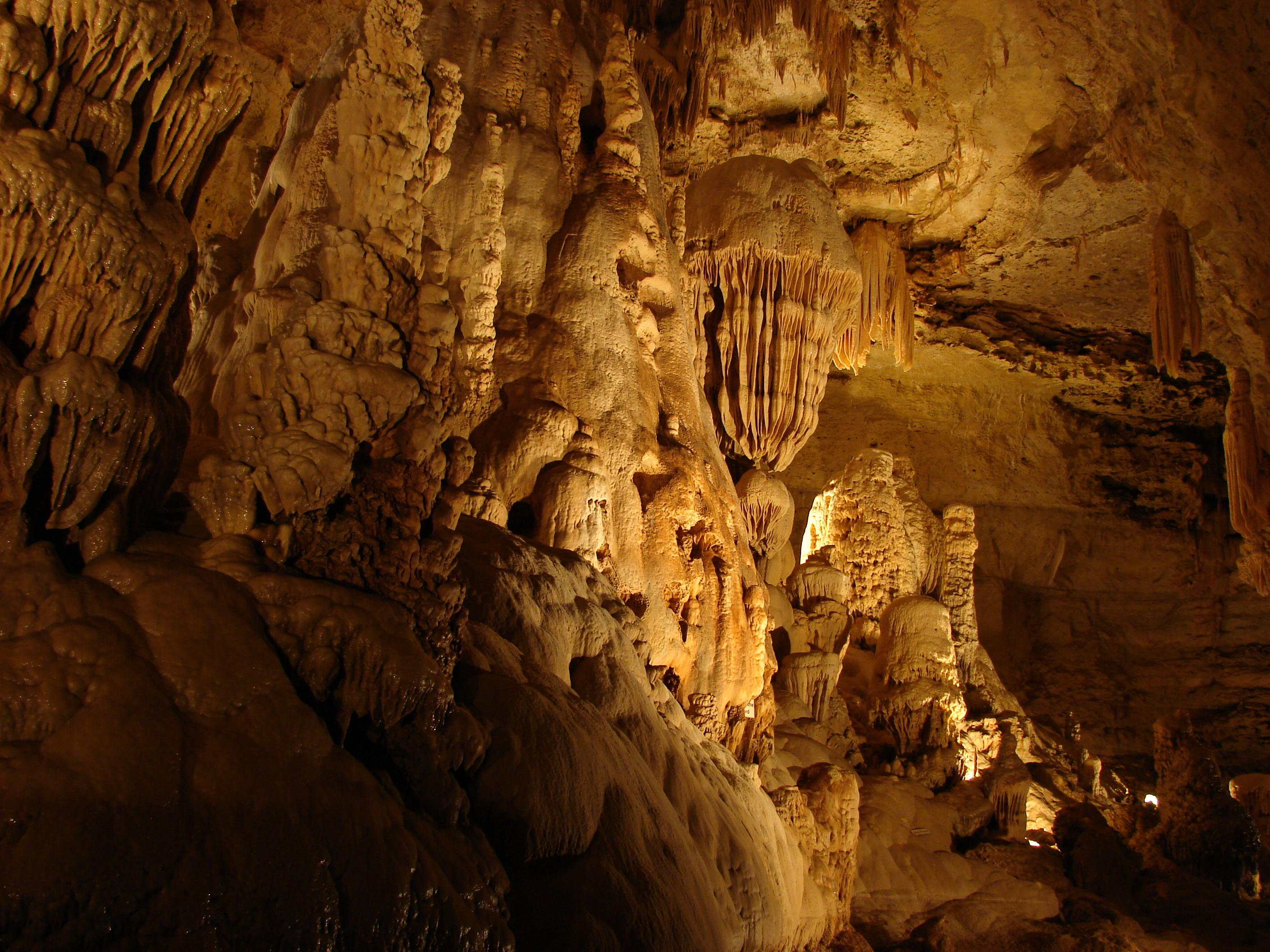
Всередині печер

Температура тримається на рівні 21°C з вологістю 99%. Найбільша глибина, яка доступна для відвідування 55 метрів від поверхні, при повній глибині 70 метрів.
Печери, під дією водної ерозії на вапняк, постійно розширюються.
У печерах були також знайдені місця гніздування кажанів виду Тадарида бразильська або відомого як мексиканський безхвостовий кажан. 

## Історія
Печери відкрили декілька студентів з Сан-Антоніо у 1960 році. 1964 року землевласники підготували і відкрили печери для публічного відвідування.
З 1971 печери занесені у список національних природних пам'яток США. Станом на 2025 рік печери продовжують перебувати у приватній власності.
Під час археологічних розкопок[коли?] у печерах були знайдені вістря стріл та списів ранніх людей, а також кістки вимерлого виду чорного ведмедя.